# ابراهیم شیرازی
ابراهیم بن محمّد بن ابراهیم شیرازی (؟ - ۱۶۶۰م) فقیه امامی، متکلم و مفسر ایرانی در سدهٔ هفدهم میلادی/ یازدهم هجری و فرزند ملاصدرا بود؛ از اهالی شیراز بود که همان‌جا نیز درگذشت. العروة الوثقی در تفسیر قرآن، حاشیه‌هایی بر الهیات شفا از آثار اوست.